# Thinking of You (album)
Pour les articles homonymes, voir Thinking of You.
Albums de Bogdan Raczynski
Samurai Math Beats
(1999) Ibiza Anthems Vol. 4
(1999)
Thinking of You est le troisième album de Bogdan Raczynski sorti en novembre 1999, chez Rephlex Records. Le morceau There Are Many Things I Don't Understand But I Knew That I Loved You (But It's Too Late, You've Taken Me for Granted) figurera dans la compilation Rephlexions! An Album Of Braindance! en 2003.
Les versions CD et vinyle contiennent la double affiche de Bogdan vêtu d'une robe (pochette pliée en 4, sur la version CD).

## Liste des morceaux
| No  | Titre | Piste LP | Durée |
| --- | --- | -------- | ----- |
| 1.  | All I Want Is to Be by Your Side But You Don't Care                                                                                     | A1       | 4:35  |
| 2.  | I Saw You, with Your Heart, Looking at Me                                                                                               | A2       | 4:22  |
| 3.  | Fuck You DJ | B1       | 4:18  |
| 4.  | Thinking of You Thinking of Me | B2       | 0:59  |
| 5.  | You As an Out-of-Control Extension of Me                                                                                                | B3       | 4:16  |
| 6.  | Unsatisfied Consumer | C1       | 6:10  |
| 7.  | Riot | C2       | 0:27  |
| 8.  | Domesticated Violence | C3       | 4:07  |
| 9.  | There Are Many Things I Don't Understand But I Knew that I Loved You (But It's Too Late, You've Taken Me for Granted)                   | D1       | 3:04  |
| 10. | That First Time I Met Her and She Hugged Me (And Then Laughed at Me Heartlessly When I Said I Wanted to Know What It Meant to Love Her) | D2       | 3:24  |
| 11. | You Broke My Heart, Now You Must Play the Part When You Come Running Back for Me                                                        | D3       | 1:46  |